# Fraccionamiento José Tafolla Caballero
Fraccionamiento José Tafolla Caballero är en ort i Mexiko.   Den ligger i kommunen Apatzingán och delstaten Michoacán de Ocampo, i den södra delen av landet, 300 km väster om huvudstaden Mexico City. Fraccionamiento José Tafolla Caballero ligger 302 meter över havet och antalet invånare är 171.
Terrängen runt Fraccionamiento José Tafolla Caballero är varierad. Runt Fraccionamiento José Tafolla Caballero är det ganska tätbefolkat, med 72 invånare per kvadratkilometer. Närmaste större samhälle är Apatzingán, 4,1 km sydost om Fraccionamiento José Tafolla Caballero. Omgivningarna runt Fraccionamiento José Tafolla Caballero är en mosaik av jordbruksmark och naturlig växtlighet.